# Jonathan Lucas Moschini
Jonathan Lucas Moschini (Las Heras, Mendoza, Argentina, 8 de mayo de 1998) es un futbolista argentino. Juega de posición Extremo y su equipo actual es Bravos de primavera de la liga ascenso de Nicaragua.

## Trayectoria
Su primer club fue Huracán Las Heras de la ciudad de Mendoza dónde realizó las categorías Infantiles hasta los 14 años de edad cuando logró llegar a las inferiores del Club Atlético Huracán de Parque Patricios (Buenos Aires) . A los 17 años de edad retornó a la provincia de Mendoza para disputar el federal b con el club empleados de comercio.
En 2020, disputó el torneo de liga mendocina con Fray Luis Beltrán. 
En el año 2021, pasó a jugar la segunda división del futbol nicaragüense con el equipo FC Yali llegando hasta octavos de final del torneo apertura por el ascenso. En mediados de 2021 pasó al equipo Matagalpa FC para disputar el torneo clausura dónde salieron campeones y jugaron una finalísima contra el campeón del apertura (Junior de Managua) la cual ganaron y lograron el tan ansiado ascenso a Primera División del futbol de Nicaragua tras 24 años.